# Formuepleje A/S
Formuepleje A/S er en dansk kapitalforvalter grundlagt i 1986 af Claus Hommelhoff og Erik Møller. Virksomheden har hjemsted i Aarhus og har herudover en filial i Hellerup. 
Virksomheden er underlagt Finanstilsynet og er Danmarks største private og uafhængige kapitalforvalter med knap 18.000 kunder og godt 100 milliarder kroner under forvaltning. 
Formuepleje investerer i aktier, obligationer og virksomhedsobligationer gennem børsnoterede kapital- og investeringsforeninger. Derudover gik Formuepleje i slutningen af 2018 også ind i ejendomsmarkedet. 
Ejerkredsen består af private aktionærer og medarbejderne.
Der udbydes i alt fem kapitalforeninger: Pareto, Safe, Epikur, Penta og Fokus. Herudover udbydes der desuden 11 investeringsforeninger: LimiTTellus, Globale Aktier, Globale Aktier - Akkumulerende, Better World Environmental Leaders, Better World Global Opportunities, Obligationer, Global High Yield, EM Virksomhedsobligationer samt Mix Low, Mix Medium og Mix High. 

## Historie
Ideen blev allerede født som investeringsselskab i 1984, men kun udbudt til familie og venner via selskabet Plan-Invest Århus A/S. I 1988 blev konceptet tilgængeligt for en bredere kreds via selskabet Formuepleje Safe A/S, der stadig er en af hjørnestenene i Formuepleje. 
Formueplejekoncernen købte i foråret 2013 den danske kapitalforvalter Alfred Berg Danmark, der består af et fondsmæglerselskab og et investeringsforvaltningsselskab. Købet indebar en eksklusiv, gensidig distributionsaftale med sælgeren BNP Paribas Investment Partners. Investeringsforeningen Alfred Berg ændrede navn til Absalon Invest i efteråret 2013, mens fondsmæglerselskabet ændrede navn til Absalon Capital Fondsmægler Selskab.
Virksomheden meldte i 2016 ud, at den sigter mod en børsnotering Arkiveret 25. april 2018 hos  Wayback Machine.
I 2018 fusionerede Arkiveret 13. august 2020 hos  Wayback Machine Formuepleje med Wealth Management Fondsmæglerselskab, der i den forbindelse blev en del af Formueplejekoncernen. 

## Resultater
Formuepleje blev som mange andre ramt af finanskrisen tilbage i 2007 og 2008. I forhold til det tidspunkt, hvor aktiemarkederne toppede, altså fra medio 2007 til 27. oktober 2008, tabte selskabet 11 milliarder kroner, hvilket svarede til halvdelen af kundernes egenkapital. Ved middagstid den 27. oktober 2008 førte de tre Formuepleje-selskaber Penta, Epikur og Safe an på listen over selskaber med de største dyk på Fondsbørsen. 
Siden finanskrisen har resultaterne rettet sig op og virksomheden har siden 2009 ændret på en række markante risikoparametre Arkiveret 20. september 2020 hos  Wayback Machine. Fondene har på nær i 2018 givet positive afkast. 

## Omkostninger
Formuepleje har historisk opgivet sine faste omkostninger som en andel af den forvaltede formue, som i flere af selskaberne er 3-4 gange højere end investors investering. Det betyder reelt, at de faste omkostninger pr. investeret krone er 3-4 gange højere end Formuepleje angiver, og at der dertil kommer et resultathonorar.  
Kritikere har i flere år diskuteret dette med Formuepleje, der benægtede, at deres opgørelsesmetode var vildledende. Kritikere klagede derefter til Finanstilsynet og fik ret i klagen, som resulterede i en henstilling fra Finanstilsynet til Formuepleje. Efterfølgende har Formuepleje opgivet sine omkostninger både som en andel af egenkapitalen og som en andel af forvaltede formue. 

## Formueplejeforeningerne
Der er fem selvstændige børsnoterede kapitalforeninger med individuelle risikoniveauer og karakteristika. Den ældste er Formuepleje Safe, der er stiftet 1. maj 1988. Desuden administreres 11 børsnoterede investeringsforeningsafdelinger under Investeringsforeningen Formuepleje.

## Eksterne links
- Formueplejes webside Arkiveret 3. september 2011 hos  Wayback Machine
- Artikel i Børsen, 6. oktober 2016: Formuepleje-chef sigter mod børsnotering Arkiveret 25. april 2018 hos  Wayback Machine
- Artikel i Finanswatch, 4. januar 2018: Kapitalforvalter for danske rigmænd fusionerer med Formuepleje Arkiveret 13. august 2020 hos  Wayback Machine
- Artikel i Finanswatch, 7. januar 2018: Formuepleje håber at børsnotering kan være med til at fjerne fortidens skygger Arkiveret 26. januar 2022 hos  Wayback Machine
- Artikel i Finans, 20. november: Formuepleje vil på børsen i 2020 - ejerne står til at blive forgyldt